# Билтон, Ник
Ник Билтон (англ. Nick Bilton; ?, Дарлингтон, Дарем, Северо-Восточная Англия, Англия, Великобритания) — британо-американский журналист и писатель.

## Биография
Родился в XX веке в Дарлингтоне, Англия.

### Карьера
Являлся бизнес-обозревателем газеты The New York Times и бывший ведущий блогер газеты. Является специальным корреспондентом американского журнала Vanity Fair, где пишет статьи и колонки для журнала и сайта. Ник Билтон сотрудничает с CNBC, регулярно появляется в эфире, чтобы обсудить технологии и бизнес-темы.
Отмечается[кем?], что именно статьи Билтона повлияли на решение Федерального Авиационного Управления США снять долго длящийся запрет на использование в самолётах электронных устройств, планшетов и смартфонов.

### Писательская деятельность
Является автором трёх книг: «Я живу в будущем, и вот как это работает» (2010), «Инкубатор Твиттера» (2013), и «Киберпреступник № 1. История создателя подпольной сетевой империи» (2017).
Книга «Инкубатор Твиттера» была признана The New York Times бестселлером и признана The Wall Street Journal лучшей книгой 2013 года в номинации «выбор читателей».
В книге «Киберпреступник № 1» рассказывается о «Шёлковом пути», чёрном рынке в даркнете, также об истории её создателя и его поимки. Дебютировала на 9 месте в списке бизнес-бестселлеров New York Times.